# 蘇斯-馬薩國家公園

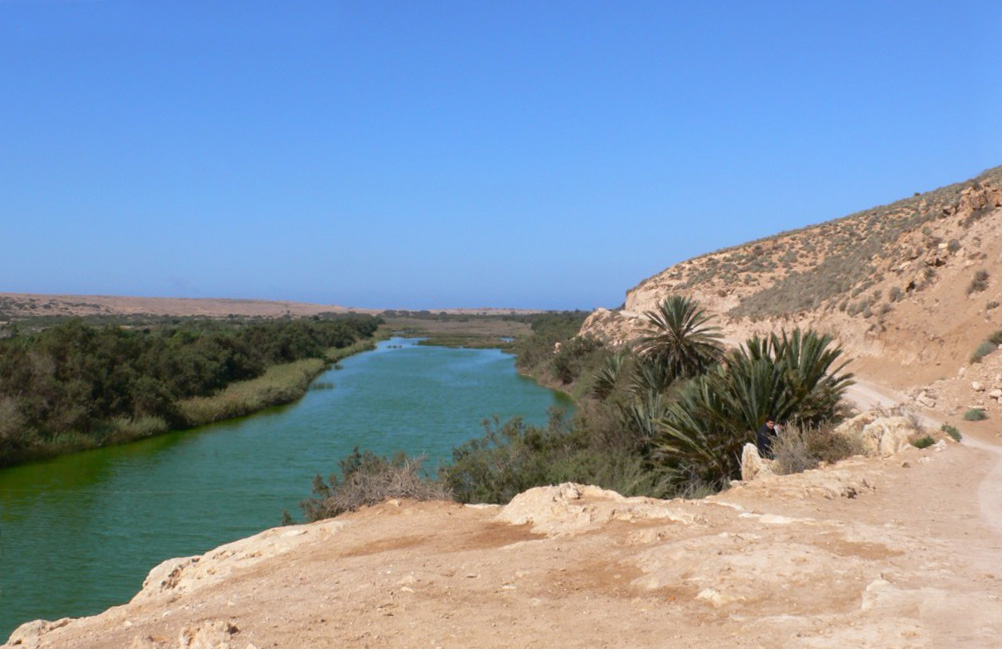

30°5′N 9°40′W / 30.083°N 9.667°W
蘇斯-馬薩國家公園（阿拉伯语：‎），是摩洛哥的國家公園，位於該國中部蘇斯-馬塞大區，北面是阿加迪爾，南面是西迪伊夫尼，成立於1991年，面積338平方公里。